# فالنتينا فيسكونتي

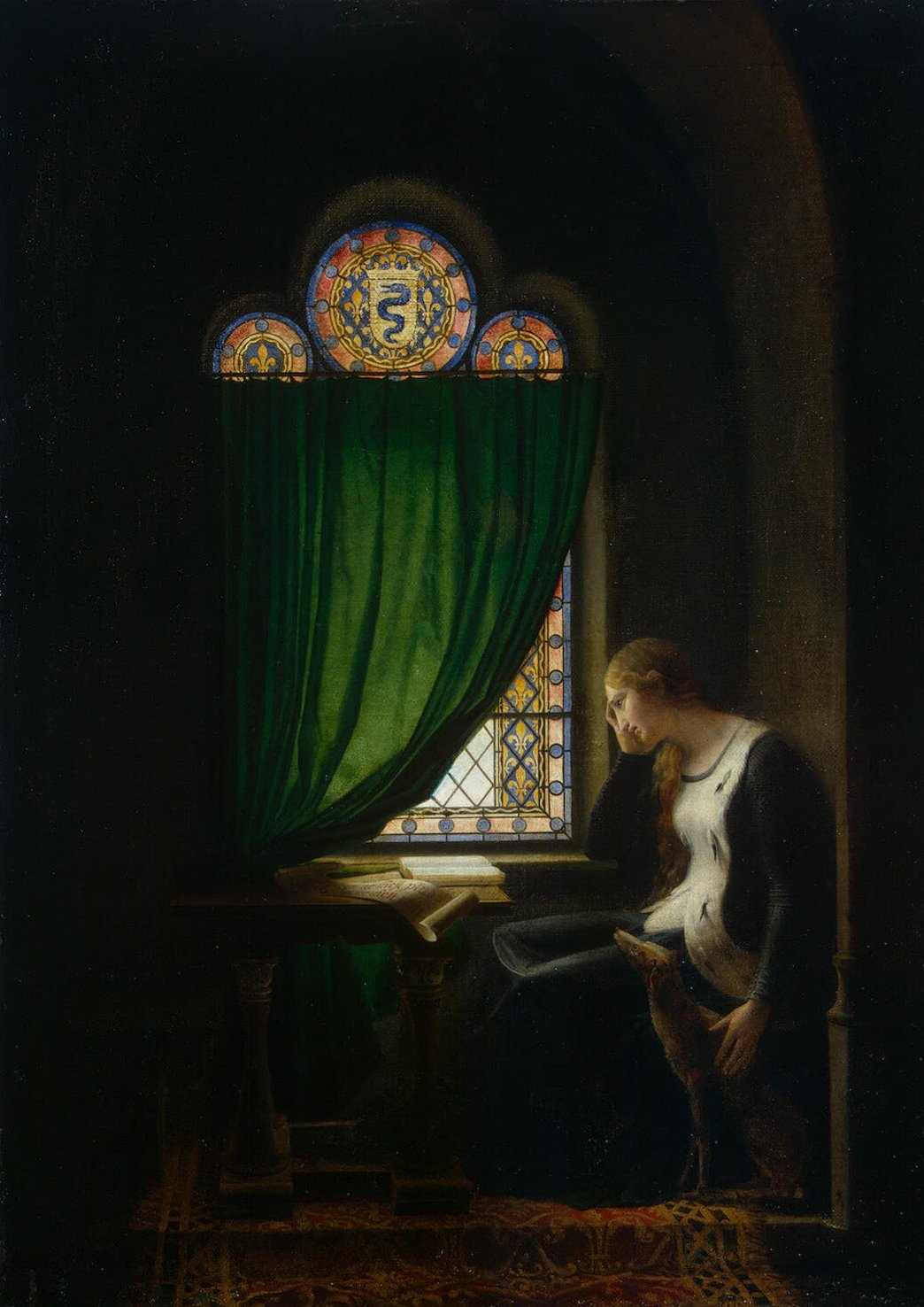
فالنتينا من ميلانو ترثي وفاة زوجها لويس الأول فالوا دوق أورليان بريشة فلوري فرانسوا ريشار (حوالي 1802) متحف هيرميتاج، سانت بطرسبرغ، روسيا.

فالنتينا فيسكونتي (1371م - 4 ديسمبر 1408م) كونتسية «فيرتو» (Vertus) بشمال شرق فرنسا، وقرينة دوق أورليان لويس الأول، أصغر إخوة شارل السادس ملك فرنسا. وُلدت في ميلانو وكانت الابنة الثانية من بين أربعة أبناء ليوحنا غالياتسو فيسكونتي أول دوق لميلانو، من زوجته الأولى إيزابيل فالوا ابنة يوحنا الثاني ملك فرنسا الملقب بيوحنا الطيب.